# 哈那哈达庙
哈那哈达庙，又名“和硕庙”、“永安寺”，位于内蒙古自治区锡林郭勒盟正镶白旗，是一座藏传佛教格鲁派寺院。

## 简介
哈那哈达庙是原察哈尔盟的知名寺庙之一。该庙是正白旗的旗庙。
1945年，正白旗民主政府成立，当时正白旗辖18个佐，旗政府驻哈那哈达庙（和硕庙），1947年迁至布日都庙。